# Charles Robinson (James Bond)
Charles Robinson is een personage dat in meerdere James Bondfilms voorkomt. Hij werd gespeeld door de Britse acteur Colin Salmon. Het personage werd gecreëerd als een soort vervanger voor Bill Tanner, omdat acteur Michael Kitchen niet mee kon spelen in Tomorrow Never Dies.

## Fictieve biografie
Charles Robinson verschijnt voor het eerst in de film Tomorrow Never Dies. Zijn rol is ongeveer gelijk aan die van Bill Tanner. In het begin van de film houdt hij contact met Bond als deze spioneert bij een illegale wapenmarkt aan de Russische grens. Ook assisteert hij M nog een paar keer in de film.
In The World Is Not Enough begeleidt Robinson M op haar reis naar Azerbeidzjan. Later vertelt hij Bond over de radio dat M ontvoerd is. Overigens komt Bill Tanner in deze film ook voor.
In Die Another Day is Robinson aanwezig als Bond wordt vrijgelaten uit Noord-Korea. Als Bond een gevechtssimulatie in virtual reality doet, komt Robinson hier ook in voor, maar wordt hij neergeschoten. Later in de film is (de echte) Robinson aanwezig bij de crisis op Korea.